# Ves'egonsk
Ves'egónsk in russo Весьегонск? è una città della Russia europea centrale, appartenente all'oblast' di Tver'; è il capoluogo del rajon Vyšnevolockij e sorge sulle rive del Bacino di Rybinsk, a 253 chilometri di distanza da Tver'.
La località venne nominata per la prima volta in un documento del 1564, ed ottenne lo status di città nel 1776.